# 朱遜𤇜
廣靈榮虛王朱遜𤇜（1402年—1459年），明朝代藩第一代廣靈王，代簡王朱桂庶二子，母夫人吕氏。明太祖之曾孙。

## 生平
永樂二年（1404年），封廣靈王。
天順三年（1459年），朱遜𤇜去世，享年五十八歲，諡榮虛。四年後，嫡長子朱仕𰊊襲爵。

## 家庭

### 妻
- 王氏，山西行都司都指挥佥事王用女，宣德二年（1427年）冊為廣靈王妃[4]
- 高氏，北城兵马副指挥高冈女，景泰元年（1450年）冊為廣靈王继妃[5]

### 子
- 嫡長子：廣靈莊裕王朱仕𰊊
- 第二子：鎮國將軍朱仕𰊷[6]
- 子：鎮國將軍朱仕㘺，号务学[7][8]
- 子：鎮國將軍朱仕堆
  - 庶长子：朱成鏴[9]

### 女
- 霍山县主，适儀賓齐光泰，[10]景泰三年戊寅逝世。[11]